# Jan Hempel (generał)
Jan Marian Hempel (ur. 9 kwietnia 1879 we Lwowie, zm. 22 września 1932 w Potoku) – generał brygady Wojska Polskiego.

## Życiorys
Jan Marian Hempel urodził się 9 kwietnia 1879 roku we Lwowie, w rodzinie Kazimierza i Kazimiery z Dwernickich.
W 1896 ukończył gimnazjum w Kalksburgu (obecnie część Liesingu, XXIII dzielnicy Wiednia), a cztery lata później Wojskową Wyższą Szkołę Realną w Hranicach. W 1906 ukończył Akademię Sztabu Generalnego w Wiedniu i jako oficer sztabowy pełnił służbę w sztabach kolejnych szczebli dowództw wielkich jednostek zajmując się wywiadem i kontrwywiadem wojskowym. W latach 1912–1914 szef wywiadu w dowództwie XI Korpusu we Lwowie, nawiązał kontakty z kierownictwem Związku Walki Czynnej. Podczas I wojny światowej szef sztabu związku operacyjnego na froncie, m.in. armii operującej przeciwko Rumunii. W lutym 1917 został mianowany na stopień majora w korpusie sztabu generalnego. W 1918 szef sztabu generał-gubernatora w Odessie.
2 grudnia 1918 roku został przyjęty do Wojska Polskiego z zatwierdzeniem posiadanego stopnia majora i przydzielony do Oddziału I Sztabu Generalnego w Warszawie. Zajmował w nim stanowisko zastępcy szefa oddziału. Następnie został wyznaczony na stanowisko szefa Sekcji Traktatów Ministerstwa Spraw Wojskowych. Od stycznia 1919 roku był zastępcą szefa sztabu i szefem kwatermistrzostwa Dowództwa „Wschód”. Od czerwca 1919 roku do listopada 1920 roku był zastępcą i szefem sztabu Armii gen. J. Hallera, a potem Grupy Operacyjnej gen. F. Latinika w walkach o Śląsk Cieszyński. Na froncie bolszewickim był szefem sztabu 1 Armii, a później 6 Armii, czasowo w służbie u marszałka Ferdinanda Focha. 30 września 1920 roku został zatwierdzony z dniem 1 kwietnia 1920 roku w stopniu pułkownika, w kawalerii, w grupie oficerów byłej armii austro-węgierskiej. Pełnił wówczas służbę na stanowisku szefa sztabu Grupy Południowej. W listopadzie 1920 roku powierzono mu przewodniczenie Komisji Rozjemczej w Mińsku. W kwietniu 1921 roku został zastępcą szefa Komisji granicznej na Wschodzie oraz przewodniczącym polsko-sowieckiej Komisji mieszanej nadzorującej rozejm.
3 maja 1922 roku został zweryfikowany w stopniu pułkownika Sztabu Generalnego ze starszeństwem z dniem 1 czerwca 1919 roku i 7. lokatą w korpusie oficerów jazdy (od 1924 roku – kawalerii), a jego oddziałem macierzystym był 8 pułk ułanów w Krakowie. 28 lipca 1923 roku został mianowany dowódcą piechoty dywizyjnej 24 Dywizji Piechoty w Jarosławiu. Z dniem 1 października 1924 roku został mianowany dowódcą 24 Dywizji Piechoty w Jarosławiu. 1 grudnia 1924 roku został mianowany generałem brygady ze starszeństwem z dniem 15 sierpnia 1924 roku i 15. lokatą w korpusie generałów. 28 maja 1926 roku został zwolniony ze stanowiska i pozostawiony w dyspozycji Ministra Spraw Wojskowych. Z dniem 31 sierpnia 1928 roku został przeniesiony w stan spoczynku. Na emeryturze mieszkał we Lwowie.
Zmarł 22 września 1932 roku w Potoku. Według Piotra Staweckiego popełnił samobójstwo. Henryk Kosk podał, że generał został zabity w czasie polowania, a motywem zbrodni miała być jego wiedza o związkach Józefa Piłsudskiego z Hauptkundschaftstelle. Został pochowany w Jedliczu.
Jan Hempel był żonaty z Marią z Łozińskich, z którą miał trzy córki: Marię Felicję (ur. 1908), Doli (ur. 1909) i Ilonę (ur. 1911).

## Odznaczenia
- Krzyż Walecznych – trzykrotnie[16] (po raz 1 i 2 w 1922[17])